# Bibliothèque centrale (UNAM)

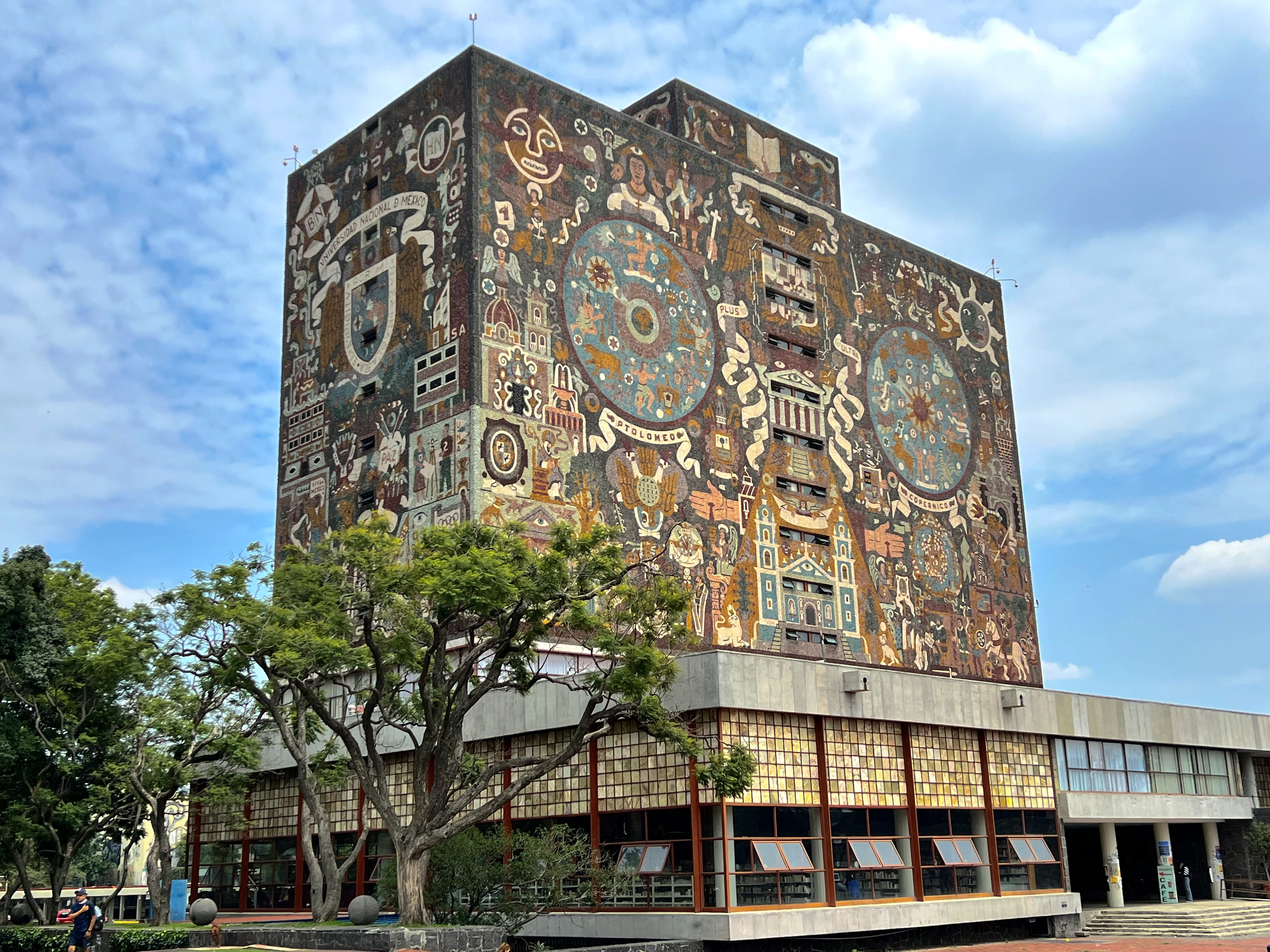
Vue du coin sud-ouest (2022).

La Bibliothèque centrale (BC) de l'université nationale autonome du Mexique (UNAM) est une bibliothèque universitaire dont les collections multidisciplinaires sont ouvertes à l'ensemble de la communauté universitaire. Elle est située à Mexico, au sein de la Cité universitaire de l'UNAM (CU). C'est la plus grande des 140 bibliothèques qui composent le système de bibliothèque et d'information de l'UNAM (SIBIUNAM), coordonné par la Direction générale des bibliothèques et des services d'information numérique (DGBSDI).
L'extérieur du bâtiment est décoré par le mural Representación histórica de la cultura (1951-1953), de l'artiste mexicain Juan O'Gorman. En 2007, l'UNESCO l'a désigné site du patrimoine mondial, tout comme le campus central de la cité universitaire. Au sein de la cité universitaire, la bibliothèque centrale de l'UNAM occupe une place prépondérante et couronne l'œuvre architecturale de l'ensemble du campus.

## Histoire
Sous le régime dictatorial de Porfirio Diaz (1876-1911), il a privilégié une vision positiviste et s'est tourné vers l'Europe et le mouvement des Beaux-Arts en particulier pour reproduire ce qu'il a considéré comme la base pour guider le Mexique vers le progrès et la modernité.
Après la révolution mexicaine (1910-1920), le pays a cherché à remédier aux troubles sociaux causés par la destitution de Diaz et à s'affirmer comme une nation moderne. Le nouveau gouvernement dirigé par Álvaro Obregón, qui est devenu le premier président du pays après la révolution, a notamment rompu avec les vestiges de la politique et de la langue esthétique de Porfirio Diaz. Dans un pays où le taux d'analphabétisme atteignait 79 %, le secrétaire à l'éducation José Vasconcelos a mis en œuvre un projet avant-gardiste visant à intégrer les arts plastiques et l'architecture dans le but d'améliorer la société. Considéré comme le père de l'intégration des arts plastiques dans l'architecture, c'est-à-dire de « l'intégration plastique », il pensait qu'à travers un système visuel qui existait au Mexique depuis plus de 300 ans, les gens prendraient conscience de leur classe et de leur race tout en créant une expérience esthétique transcendantale pour la société. Cela s'est notamment matérialisé par la présence de moisaïques dans l'un des bâtiments les plus emblématiques de la ville de Mexico : la bibliothèque centrale de l'Université nationale autonome du Mexique (UNAM).
Le bâtiment a répondu aux exigences de l'époque : il a cessé de se tourner vers le passé pour répondre aux besoins fonctionnels et sociaux du moment et a utilisé des moyens de production modernes pour ce faire.
À partir de 1948, et dans les prémisses du courant architectural du fonctionnalisme, l'architecte et peintre Juan O'Gorman, en collaboration avec les architectes Gustavo María Saavedra et Juan Martínez de Velasco, ils ont commencé la conception de la bibliothèque centrale de l'UNAM sur le terrain de l'université de Pedregal de San Ángel. La construction a commencé en 1950 et s'est déroulée sur une surface totale de 16 000 mètres carrés. 
À l'origine, le bâtiment devait abriter la Bibliothèque nationale et la Bibliothèque nationale des journaux. En 1956, il a ouvert ses portes en tant que Bibliothèque centrale, devenant ainsi le principal dépôt bibliographique pour toutes les facultés environnantes. Après 25 ans de service, le premier remodelage a été effectué (1981-1983) dans le but de concevoir un nouveau modèle pour la bibliothèque : un modèle dans lequel la communauté universitaire pouvait interagir directement avec les collections tel comme O'Gorman voulait faire, mais que le conseil technique de l'université avait rejeté cette partie du projet. D'autres changements sont intervenus en 1986, notamment de nouveaux horaires de service et l'automatisation des services.
En 2000, une nouvelle distribution de la collection et un second remodelage ont été effectués, dans le but de retrouver l'idée architecturale originale de l'étage principal, de créer la vidéothèque et de bénéficier d'un meilleur éclairage naturel. Les heures d'ouverture ont de nouveau été étendues pour couvrir plus de 12 heures de service aux utilisateurs. En 2003, la salle de consultation a été rénovée et la section des ressources d'information électroniques a été agrandie. Elle a également été équipée de nouveaux postes de travail et d'une nouvelle zone de service a été ajoutée à l'étage de la mezzanine.

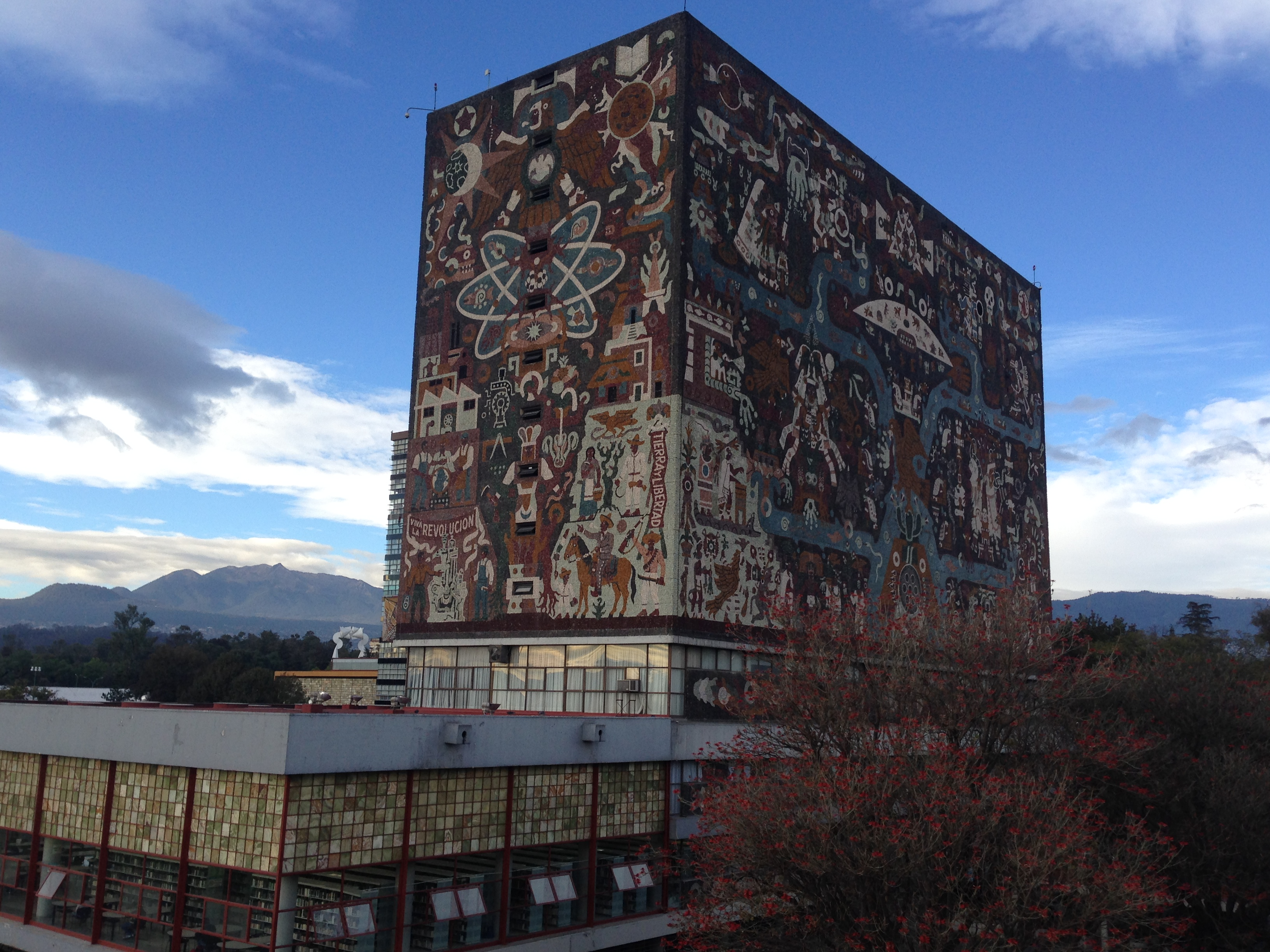
Vue du mur est, pris par Muñoz LC, 3 février 2015.

## Architecture
Pour réaliser les travaux de la bibliothèque de Ciudad Universitaria, O'Gorman a participé à un concours convoqué par Carlos Lazo (chef du projet) avec six autres architectes, à l'issue duquel O'Gorman remporté le premier prix. Les architectes Gustavo Saavedra et Juan Martínez de Velasco, qui ont collaboré avec lui à la conception et à la construction du bâtiment de la bibliothèque, ont respectivement remporté le deuxième et le troisième prix.
Le bâtiment, conçu selon un style fonctionnaliste, présente un volume simple et sans ouverture qui abrite les rayons de livres, placés au-dessus d'une masse horizontale de verre et de fines plaques d'onyx qui servent de salles de lecture et de bureaux administratifs. La bibliothèque centrale est construite sur une surface de 16 000 mètres carrés, sur une plate-forme surélevée de 3 mètres par rapport au reste du sol. Tout semble indiquer qu'il s'agit d'une extension du sous-sol rocheux avec une maçonnerie en pierre brute finement sculptée, rappelant les fondations historiques du peuple mexicain. Carlos Lazo trouvait monstrueuse l'idée de recouvrir le bâtiment de mosaïques. Il a cependant accepté de donner à O'Gorman l'argent nécessaire pour réaliser deux bandes de pierre, qui ont été taillé dans une pierre préfabriquée d'un mètre sur un mètre. Il les a placées sur un côté de la bibliothèque, en suivant la technique utilisée dans l'Anahuacalli. Les travaux étaient restés inachevés jusqu'à ce que deux collègues français suggèrent à Carlos Lazo, lors du congrès des architectes de l'époque, qu'il était essentiel de recouvrir tous les murs de mosaïques, comme le prévoyait le projet initial. C'est ainsi que Carlos Lazo a été convaincu d'achever l'œuvre et a convaincu les architectes Mario Pani et Enrique del Moral, responsables du projet général de la Cité universitaire, de la réaliser de cette manière.
Le bâtiment de 10 étages comporte 4 murs aveugles d'une superficie totale de 4 000 mètres carrés, dans lesquels Juan O'Gorman a capturé ses connaissances et son enthousiasme pour le passé mésoaméricain. L'ensemble du bâtiment s'inspire de la représentation de Tlaloc, le dieu de la pluie et de la fertilité dans l'ancienne religion Nahua-Culhua : les murs extérieurs en pierre portent des représentations visibles de ce dieu ; il y a également une représentation cachée qui apparaît au premier plan si vous regardez le bâtiment de face. Les deux cercles de la murale murale forment les yeux, le nez se trouve dans la partie centrale inférieure et les portes d'entrée de l'édifice équivalent à sa bouche.

## Représentation historique de la culture, la murale de la bibliothèque centrale
L'ensemble de la murale est assemblée comme un codex : les symboles et les figures parlent d'eux-mêmes. Pour O'Gorman, qui était un connaisseur profond et enthousiaste de l'histoire mexicaine, il était important d'opposer les représentations visuelles artistiques, de les mettre en dualité, comme un jeu de forces qui façonnent l'esprit et l'histoire du peuple mexicain. Le soleil et la lune sont toujours les deux pôles, et c'est à l'abri de ceux-ci que se développent les idées, l'histoire et les personnages qui se battent pour leur vérité. Le fondement visuel et idéologique de l'ensemble de la murale est la culture préhispanique, pour laquelle O'Gorman avait une grande admiration. Contrairement à d'autres murales didactiques, cette murale vise à échanger des idées et provoquer des polémiques avec la communauté universitaire.

### Mur nord: le passé préhispanique
Cette partie de la murale représente l'ère préhispanique et à la culture mexica. La dualité de la vie et de la mort est ici mise en jeu. Sur le côté gauche de l'axe central, séparé en trois plans, se trouvent des divinités et des scènes associées au principe créatif de la vie : dans le coin supérieur, le soleil, encadré par le mythique Quetzalcoatl sous la forme d'un serpent ; en dessous, les figures de Tlaloc et de Huitzilopochtli émergent. Dans la partie centrale se trouve Tlazoltéotl, déesse de la terre, entourée de l'aigle, attribut solaire, et du jaguar, symbole de la nuit, ainsi que d'autres éléments liés à la fertilité. À la base droite se trouve la représentation d'une cérémonie qui évoque le sens rituel et sacré de la guerre, toujours associée au soleil, au jour. Selon O'Gorman, l'empire mexica s'est construit, dans une large mesure, grâce à son caractère guerrier.
La partie droite de la murale représente l'antithèse de la vie : le monde du mystère, de l'obscurité, du mal et de la mort. Dans le coin supérieur se trouve le lapin de la lune. En dessous, le serpent de Quetzalcoatl, dessiné avec des chalchihuites et des escargots ; puis Chalchiuhtlicue, déesse de l'eau et partenaire de Tlaloc ; devant elle, le bûcher où se consume son fils sacrifié, qui donnera vie à la lune. À gauche de cette scène, Tezcatlipoca, le soleil couchant, qui annonce les ténèbres, créateur et seigneur des sorciers, est accompagné d'un crâne. La partie centrale est dominée par la double représentation de Mictlantecuhtli-Quetzalcoatl. Dans la partie inférieure, on trouve des images de guerriers avec des prisonniers de guerre, qui complètent le passage sur les sacrifices humains.
L'axe central de la composition est l'union de la dualité de la vie et de la mort ; en haut, le soleil est représenté comme Tonatiuh, la source primordiale du cycle de la vie, dont la permanence est garantie par les sacrifices des hommes et des dieux. Au centre se trouve Tlaloc, quelque peu caché, dont le corps est formé par les canaux d'eau de l'ancienne ville de Mexico-Tenochtitlan. On peut également voir vingt griffons liés au tonalpohualli, le calendrier rituel le plus important des Mexica, le centre de leurs fêtes et de leurs calculs astronomiques. Cette section culmine avec l'image du mythe de la fondation de Mexico-Tenochtitlan : un aigle perché sur un cactus dévorant un serpent.

### Mur sud: le passé colonial
Cette zone traite de la culture occidentale et du double caractère de la domination espagnole et de l'ère coloniale : l'aspect pieux et spirituel s'oppose à la conquête violente par la force des armes. Afin d'accomplir cela, O'Gorman a utilisé un programme iconographique complexe pour aborder le choc des cultures et des valeurs qui a caractérisé la période coloniale. Son objectif était de concevoir une décoration mexicaine qui mettrait en tension les codex de l'époque préhispanique avec les fonctions pratiques et intellectuelles d'une bibliothèque moderne.
Au centre du panneau, deux grands cercles illustrent deux positions antagonistes : à gauche, une figure circulaire représentant le système géocentrique de Claude Ptolémée, dans lequel le soleil tourne autour de la terre ; à droite, une figure circulaire représentant la conception de l'univers de Copernic, dans laquelle la terre tourne autour du soleil.
Le côté gauche de la murale, dominé par la figure du soleil, contient ce que l'on appelle la « conquête spirituelle », liée au principe chrétien du bien. La figure de Cuauhtémoc, connue sous le nom de, « l'aigle qui tombe », est située sous le grand cercle de gauche, symbolisant la défaite de la civilisation mexica. La partie droite de la murale, dominée par la lune, représente la conquête par l'épée. O'Gorman associe la révolution astronomique de Copernic au principe chrétien du mal, en se basant sur le fait qu'à l'époque, les connaissances scientifiques étaient opposées aux croyances religieuses.

### Mur de l'Est: Le monde contemporain
La confrontation des éléments de part et d'autre de l'axe central se répète ici, mettant en jeu cette fois la dualité tradition-progrès, en référence aux deux aspects du progrès social au Mexique : la ville et la campagne. L'atome symbolise l'histoire depuis la révolution mexicaine jusqu'à la modernité du milieu du XXe siècle. L'union des contraires est le symbole de la construction de la nouvelle société mexicaine. Ainsi le feu participe comme énergie fondamentale, à laquelle s'ajoute le travail de l'homme, l'énergie de la connaissance qui passe par la science et la technologie, et enfin, la force de l'esprit, représentée par l'aigle ascendant.

### Mur occidental: L'université et le Mexique d'aujourd'hui
Sur ce mur, l'artiste a synthétisé ses idées sur ce que devraient être l'université et la culture nationale mexicaine. Ici, le thème à développer est celui de la science et de la technologie, ainsi que le rôle que les étudiants universitaires doivent jouer dans la société mexicaine. L'image la plus approximative à cette fin était l'activité universitaire elle-même et, par conséquent, le savoir dans ses relations avec la société et la vie productive. À cette fin, O'Gorman a disposé dans les parties latérales des motifs préhispaniques, estudiantins et populaires, sans oublier les motifs sportifs.
Certains éléments indiquent qu'O'Gorman voulait placer les symboles de la physique newtonienne et relativiste en référence à l'ingéniosité humaine sur le mur ouest, mais selon la version officielle, Carlos Lazo, responsable de l'ensemble du projet, lui a demandé de les remplacer par les emblèmes de l'université. Cependant, comme ce côté est orienté vers l'extérieur de la Ciudad Universitaria, vers l'avenida de los Insurgentes, il sert également à identifier l'université et le rôle que ce bâtiment jouait à l'origine dans le groupe de bâtiments. La Bibliothèque nationale et la Bibliothèque nationale des journaux sont respectivement désignées, par les lettres BN et HN, avec des initiales en espagnol.

## Problèmes conceptuels
Le peintre et architecte O'Gorman a voulu contribuer, par les images et leur charge symbolique conçues pour une bibliothèque, à la discussion des idées philosophiques et scientifiques durant les périodes historiques qui gouvernent encore actuellement la représentation de la nation mexicaine. Lorsqu'il a conçu la Bibliothèque centrale, il s'est posé une série de problèmes conceptuels, parmi lesquels la représentation de la connaissance et la projection d'un récit en images qui encouragerait le débat d'idées tout en étant fidèle au muralisme monumental historique.